# E. Bank Lauridsen Holding A/S
E. Bank Lauridsen Holding A/S er et familieejet ejendoms- og investeringsselskab med base i Esbjerg.
Selskabet er stiftet af erhvervsmanden Erik Bank Lauridsen i 1992, og blandt selskabets erhvervsinvesteringer findes medejerskaber af sodavandsfabrikken Baldur, Cocio Chokolademælk, softwarevirksomheden Systematic, Fanø Bryghus og aktuatorproducenten Concens.
I hjembyen Esbjerg er E. Bank Lauridsen Holding A/S desuden en af de største private udlejere med omkring 150 bolig- og erhvervslejemål i ejendomsporteføljen, der også tæller medejerskab af Hotel Britannia i midtbyen, Hjerting Badehotel og Hotel Arnbjerg.